# Samson Dauda
Samson Dauda é um fisiculturista natural da Nigéria que vive no Reino Unido. Foi vencedor do Mr. Olympia 2024 na categoria "Open" em Las Vegas, Nevada. Um feito curioso é que Dauda conquistou o topo do mundo do fisiculturismo tendo como Coach e Treinadora a sua própria esposa: Marlena Dauda; após dispensar um dos grandes nomes do meio. Samson também foi vencedor do Arnold Ohio 2023.